# Сентиментальна подорож на картоплю
«Сентиментальна подорож на картоплю» (рос. «Сентиментальное путешествие на картошку») — російський радянський художній фільм 1986 року режисера Дмитра Долиніна.

## Сюжет
Столичний першокурсник з новими товаришами відправляється в село «на картоплю». Тут до нього приходить любов і він пізнає складність людських відносин...

## У ролях
- Філіп Янковський
- Анжеліка Неволіна
- Петро Семак
- Андрій Гусєв
- Микола Устинов
- Василь Арканов
- Федір Валіков
- Ельвіра Колотухіна
- Сергій Русскін

## Творча група
- Сценарій: Андрій Смирнов
- Режисер: Дмитро Долинін
- Оператор: Володимир Іванов
- Композитор: Віталій Черницький